# Le italiane sono belle
Le italiane sono belle è il diciannovesimo album del cantante italiano Gianni Morandi, pubblicato dall'etichetta discografica RCA nel 1987.
Il disco, disponibile su long playing, musicassetta e compact disc, contiene Si può dare di più, brano interpretato insieme a Enrico Ruggeri e Umberto Tozzi e vincitore quell'anno del Festival di Sanremo.

## Tracce

### Lato A
1. Tutti abbiamo una canzone (Andrea Mingardi) - 3:57
2. Quando sarò grande (Andrea Mingardi) - 4:49
3. Donna bimba mia (Mimmo Cavallo) - 4:17
4. Il ponte (Mogol, Gianni Bella) - 3:55
5. Vincere per te (Franco Migliacci, Roberto Zaneli) - 3:53

### Lato B
1. Anna e il freddo che ha (Enrico Ruggeri, Luigi Schiavone) - 4:19
2. Tornare a casa (Mimmo Cavallo) - 4:52
3. Si può dare di più (Giancarlo Bigazzi, Raf, Umberto Tozzi) [con Enrico Ruggeri e Umberto Tozzi] - 4:26
4. Tu che cosa mi dai (Andrea Mingardi) - 4:53

## Formazione
Gianni Morandi - voce
Enrico Ruggeri - voce e cori
Umberto Tozzi - voce e cori